# Stenåtjärnen
Stenåtjärnen är en sjö i Ljusdals kommun i Hälsingland och ingår i Ljusnans huvudavrinningsområde. Sjön avvattnas av vattendraget Stenån.